# 引野口
引野口（ひきのぐち）は、福岡県北九州市八幡西区引野の北九州高速4号線・黒崎出入口付近にある高速・路線バス停留所および交差点の名称。
黒崎出入口（通称・黒崎インター）そのものを指す呼称としても用いられる。

## 概要
交差点としては黒崎出入口のランプと国道200号・国道211号（国道200号・旧道）が交わる場所に位置する。交差点上空を黒崎出入口と国道200号直方方面を直結するランプが通過する。
バス停としては引野口もしくは黒崎インター引野口の名称が使われる。引野口交差点北西角にあたる八幡西区引野一丁目に高速バス用の待合施設（自動券売機等を備える）が設けられており、待合施設前の国道200号沿いのバス停が福岡方面・小倉方面共通の乗り場となっている。引野口バス停に停車する高速バスは一旦黒崎出入口で北九州高速道路を降り、引野口交差点を直進してガード下でUターンして停車、停車後は再び黒崎出入口より北九州高速道路に入る。
一般路線バスの他、昼行、夜行問わず多数の高速バスが停車しており、北九州市西部の玄関口として機能している。2005年（平成17年）に国土交通省と北九州市によりバス停周辺の整備が行われ、タクシー乗降場や駐車場が設置された。

## 停車する主な高速バス
一般路線バスについては割愛する。一般路線バスの一部は、高速バス乗り場反対側にあたる八幡西区割子川二丁目にある国道200号沿いのバス停または国道211号沿いの路面バス停に停車する（いずれもバス停名称は「引野口」）。
昼行高速バス
- 福岡天神行き・砂津行き「ひきの号・いとうづ号」（西日本鉄道博多自動車営業所、西鉄バス北九州・北九州高速自動車営業所[1]）
- 長崎駅行き「出島号」（長崎県交通局）

夜行高速バス
- 名古屋（名鉄バスセンター）行き「どんたく号」（西日本鉄道・名鉄バス）
- 米子駅・鳥取駅バスターミナル行き「大山号」（日本交通 (鳥取)・日ノ丸自動車）
- 倉敷駅・岡山駅行き「ペガサス号」（西日本鉄道・両備ホールディングス・下津井電鉄）
- 東京新宿行き「はかた号」（西日本鉄道）

空港連絡バス
- 北九州空港行き「北九州空港エアポートバス」（西鉄バス北九州）

特急バス・快速バス
- 筑鉄香月行き・星ケ丘五丁目行き快速（西鉄バス北九州）

かつて停車していた路線
- 福岡空港行き（西鉄高速バス）（2020年1月13日運行終了）
- 熊本交通センター行き「ぎんなん号」（九州産交バス）（2018年11月30日運行終了）

## 隣接バス停
帆柱ケーブルバスストップ - 引野口 - 千代ニュータウンバスストップ